# Moção de censura ao governo de Mariano Rajoy de 2018

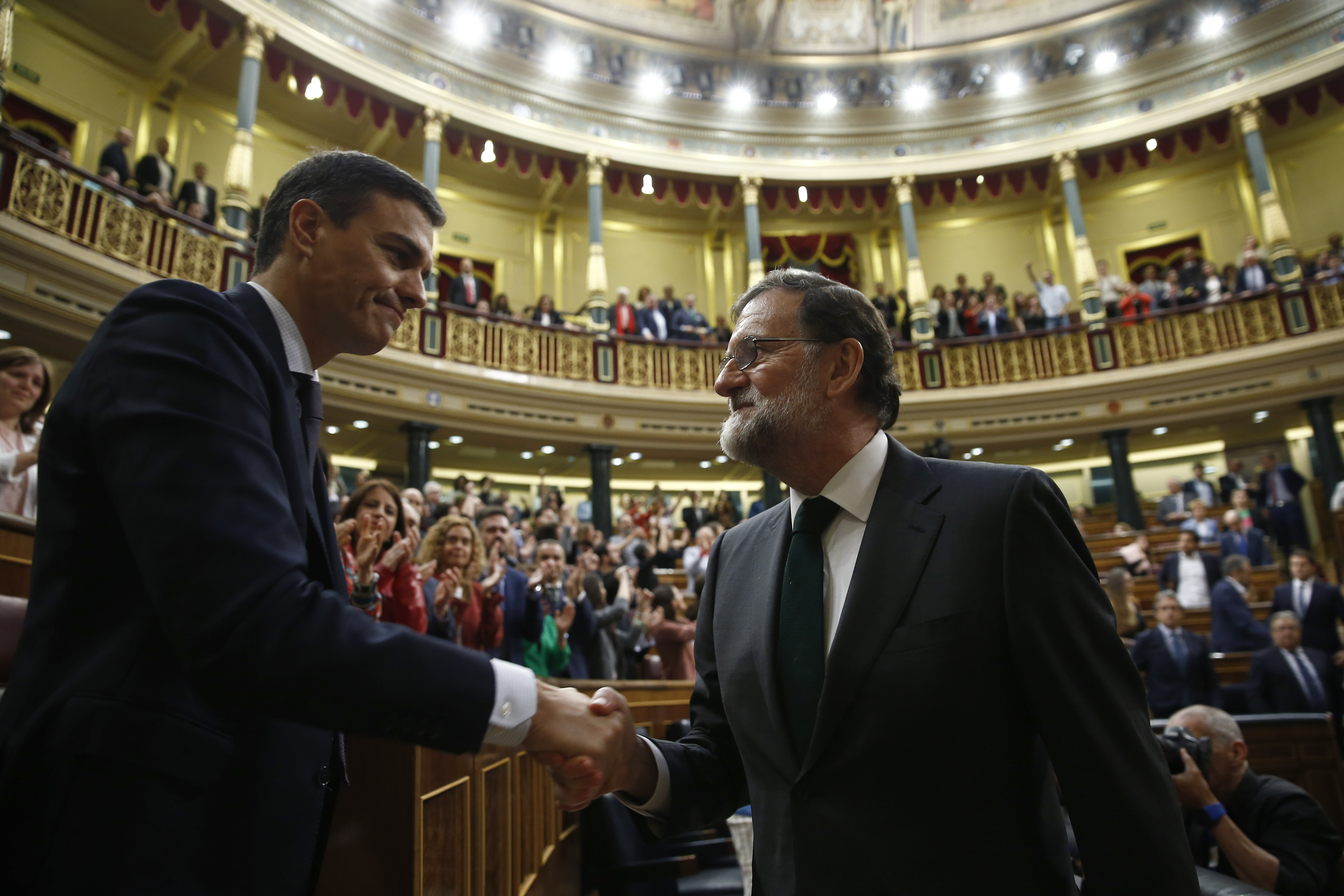
Mariano Rajoy felicita Pedro Sánchez

A moção de censura contra o governo de Mariano Rajoy, primeiro-ministro da Espanha foi realizada entre 31 de maio e 1 de junho de 2018, no Parlamento da Espanha. A moção foi apresentada pelo Partido Socialista Operário Espanhol (PSOE) em 25 de maio, depois de se ter descoberto que o Partido Popular (PP) beneficiara do esquema de subornos ilegais para contratos do chamado caso Gürtel, com os tribunais a confirmarem a existência de uma estrutura de contabilidade e financiamento ilegal que se desenvolveu em paralelo com a oficial à época da fundação do partido em 1989. O Supremo Tribunal Nacional Espanhol confirmou que o PP ajudou a estabelecer "um sistema genuíno e efetivo de corrupção institucional através da manipulação de aquisições públicas centrais, regionais e locais", e considerou que Rajoy não tinha sido completamente "verdadeiro" no seu depoimento como testemunha durante o julgamento.
A aliança Podemos e Esquerda Unida, a Esquerra Republicana de Catalunya (ERC), o Partido Democrata Europeu Catalão (PDeCAT), o Compromís e a Coligação Canária (ou Nova Canarias NCA) imediatamente anunciaram o seu apoio à moção. Ao mesmo tempo, o partido Ciudadanos (Cs) certificou o fim do seu apoio ao governo de Rajoy e pediu a realização de uma eleição geral antecipada enquanto expressou a sua desconexão da manobra de Sánchez.
Fontes do governo e do PP reconheceram que o movimento tinha perspetivas reais de sucesso, com o apoio do PSOE e da aliança Podemos e Esquerda Unida, juntamente com partidos nacionalistas periféricos, que seriam suficientes para vencer o voto. Em 26 de maio o PSOE concordou em convocar uma eleição antecipada para tentar o apoio dos Ciudadanos e apoiar o movimento de censura. O governo de Rajoy admitiu ter perdido o controlo da câmara legislativa e não descartou ser forçado a convocar eleições antecipadas para o final de 2018 ou início de 2019, mesmo que sobrevivesse à moção.
Em 1 de junho de 2018 foi votada a moção de censura. Esta obteve êxito, com 180 votos a favor, 1 abstenção (Coligação Canária) e 169 votos contra (Partido Popular, Ciudadanos, União do Povo Navarro e Foro Asturias). Portanto, o líder do PSOE, Pedro Sanchez, estabeleceu um governo de transição para garantir a "governabilidade" do país e restaurar a "normalidade democrática", após a enorme crise política desencadeada pelo caso Gürtel, e em seguida, chamar uma eleição geral tão rapidamente quanto possível.
Esta foi a quarta moção de censura desde a Transição Espanhola para a Democracia e a segunda moção contra Mariano Rajoy, bem como a primeira de toda a democracia espanhola a ser aprovada.